# Брекендорф
Брекендорф (нем. Brekendorf, дат. Brekentorp, н.-нем. Brekendörp) — коммуна в Германии, в земле Шлезвиг-Гольштейн. 
Входит в состав района Рендсбург-Экернфёрде. Подчиняется управлению Хюттен.  Население составляет 1028 человек (на 31 декабря 2010 года). Занимает площадь 20,48 км².